# Spier
Spier (52° 49′ N, 6° 28′ L) é uma cidade dos Países Baixos, na província de Drente. Spier pertence ao município de Midden-Drente, e está situada a 11 km, a norte de Hoogeveen.
Em 2001, a cidade de Spier tinha 91 habitantes. A área urbana da cidade é de 0.036 km², e tem 35 residências.
A área de Spier, que também inclui as partes periféricas da cidade, bem como a zona rural circundante, tem uma população estimada em 370 habitantes.